# Великое песчаное море
Великое песчаное море — песчаное море (эрг) в Сахаре (Северная Африка), расположенное между западным Египтом и восточной Ливией. Площадь составляет около 72 000 км². Около 74 % территории занимают песчаные дюны.

## География
Великое песчаное море простирается примерно на 650 км с севера на юг и на 300 км с востока на запад. На спутниковых снимках эта пустыня представляет собой узор из длинных песчаных хребтов, простирающихся примерно с севера на юг. Однако, несмотря на кажущуюся однородность, Великое песчаное море имеет две большие области с разными типами мегадюн. Египетское песчаное море расположено параллельно Ливийскому песчаному морю Каланшо, с которым оно граничит на севере. Дюны Великого песчаного моря покрывают около 10 % общей площади египетской Западной пустыни.
Примерно в 50 километрах к востоку от ливийской границы, в восточной части Великого песчаного моря расположен оазис Сива.
Первым европейцем, который задокументировал Великое песчаное море, был Герхард Рольфс. Он начал свои экспедиции в Сахару в 1865 году и назвал огромное пространство дюн Große Sandmeer. В 1924 году с картами Ахмеда Хассанейна европейцы оценили весь масштаб Великого песчаного моря.

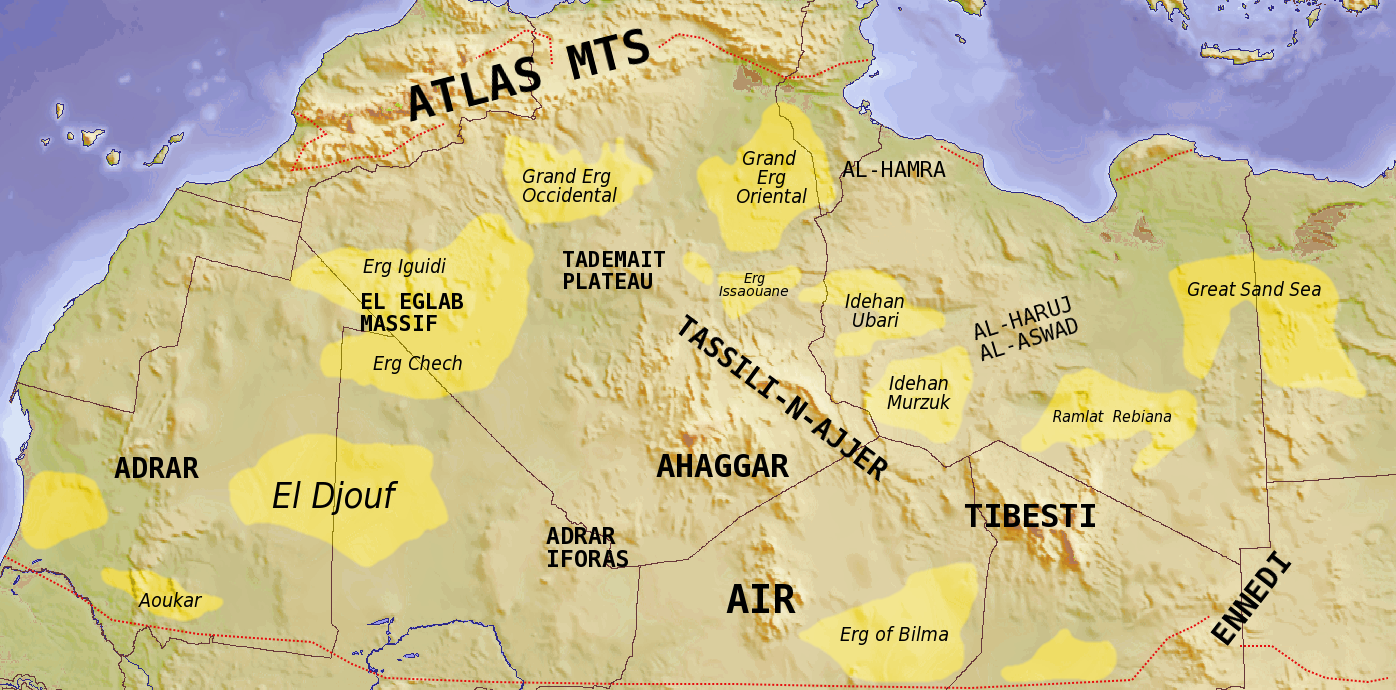
Основные массивы северной Сахары
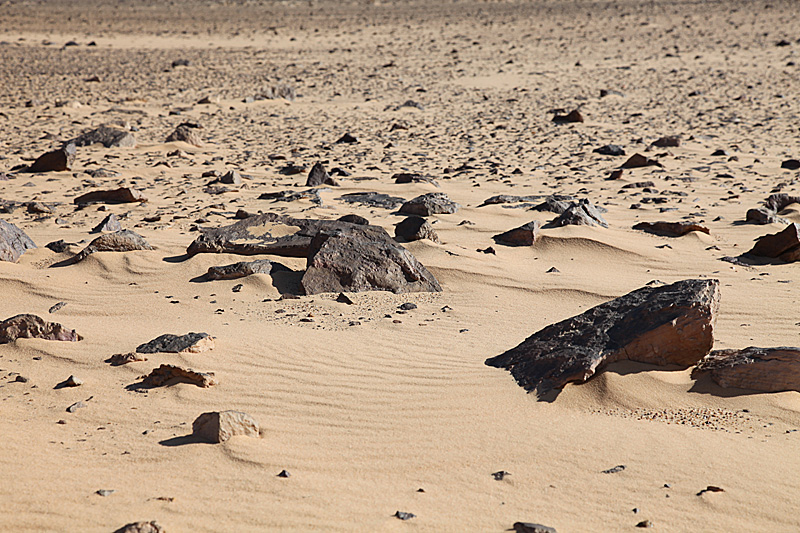
Каменистая местность Великого песчаного моря
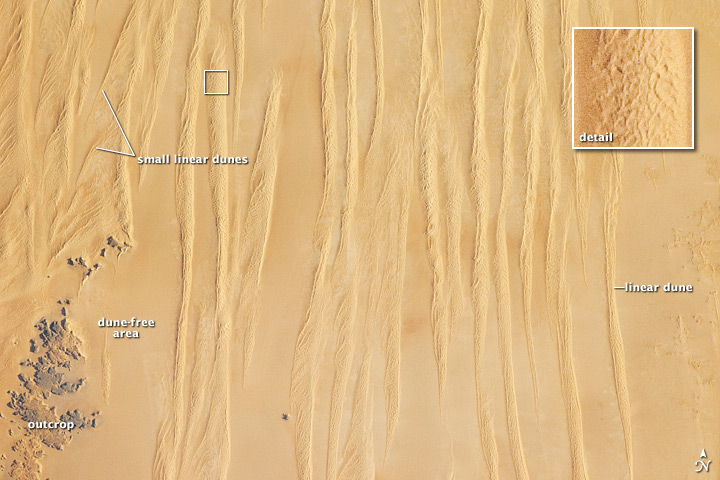
Узор дюн в Великом песчаном море, Египет. NASA Earth Observatory